# Camden Motors Corporation
Camden Motors Corporation war ein amerikanischer Hersteller von Nutzfahrzeugen.

## Unternehmensgeschichte
C. H. Blomstrom hatte mit Blomstrom Manufacturing Company, Rex Motor Company und Safety Motor Company bereits einige Unternehmen der Automobilindustrie geleitet. 1918 gründete er das neue Unternehmen in Camden in New Jersey. Er begann mit der Produktion von Lastkraftwagen. Der Markenname lautete Frontmobile. 1919 endete die Produktion. Insgesamt entstanden fünf Fahrzeuge. 1922 folgte die Liquidation.

## Fahrzeuge
Ungewöhnlich war der Frontantrieb. Der Vierzylindermotor kam von der Golden, Belknap & Swartz Company. Das Fahrgestell hatte 139 Zoll Radstand, was 353 cm entspricht. Als Nutzlast sind sowohl 1500 Pfund als auch drei Viertel Tonnen des Angloamerikanisches Maßsystems angegeben, was beides etwa 680 kg sind. Camden bot nur Fahrgestell mit Motor an, die Aufbauten der Ladefläche fertigten externe Unternehmen nach Kundenwünschen.